# 宮古車站
宮古車站（日语：／ Miyako eki */?）是一位於日本岩手縣宮古市、由東日本旅客鐵道（JR東日本）與三陸鐵道共用的鐵路車站。宮古車站是JR東日本所屬的地方交通線山田線與三陸鐵道所屬的谷灣線（リアス線，原JR宮古線）之交會車站。宮古車站在2002年時入選東北車站百選（東北の駅百選），敘述理由為「吹得到海風的繁榮港市之車站」（潮風を感じる賑わう港町の駅）。

## 車站結構

### JR東日本
側式月台1面1線，可進行列車交會的地面車站。各月台以跨線天橋連絡。

### 三陸鐵道

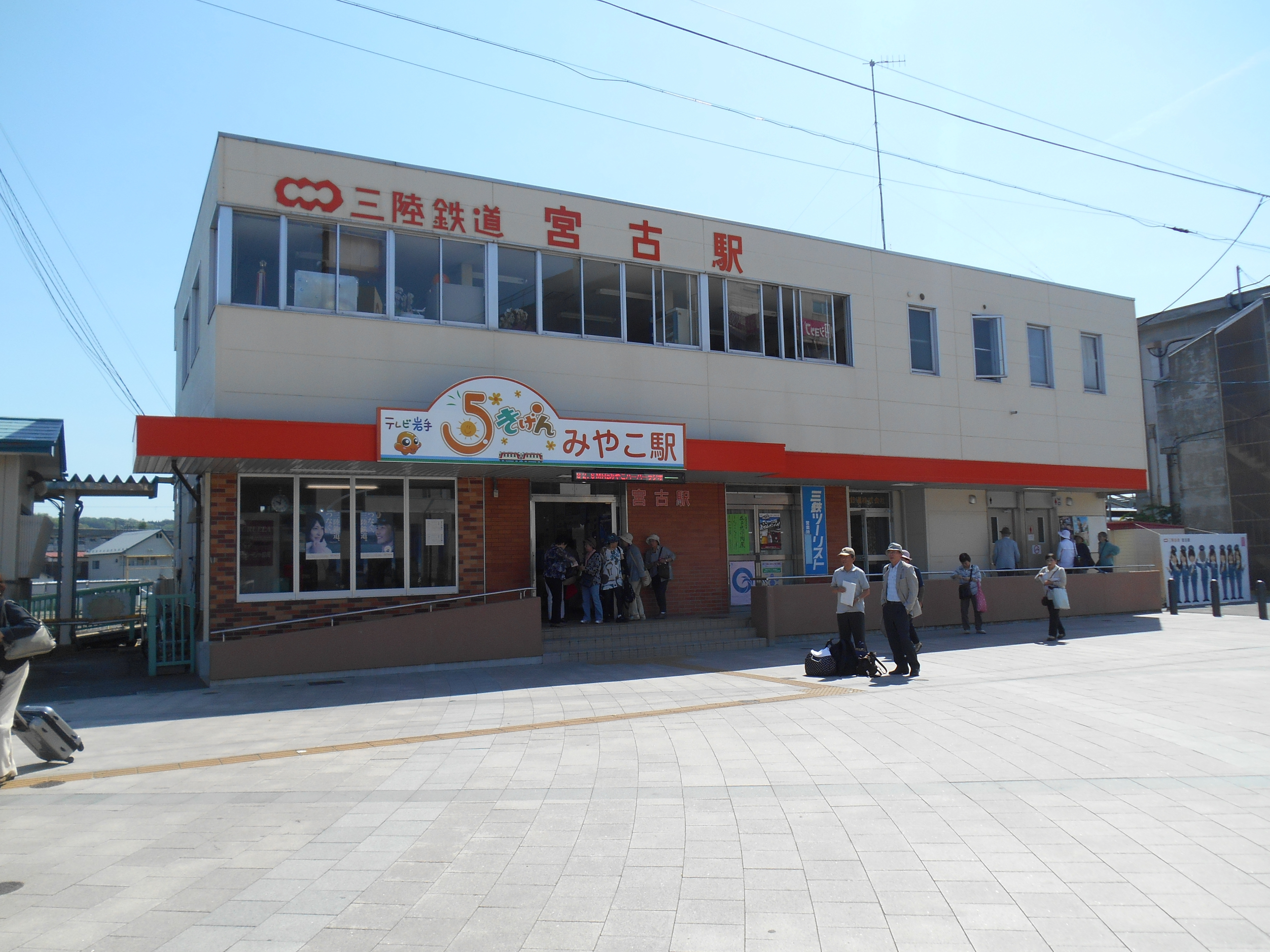
三陸鐵道宮古車站

JR月台的西側側式月台1面1線與島式月台1面2線，合計2面3線的地面車站。山田線直通列車於JR的月台開出。

### 月台配置
| 月台 | 路線            | 目的地                       |
| ---- | --------------- | ---------------------------- |
| 0    | ■三陸鐵道谷灣線 | 田老、久慈方向               |
| 1    | ■三陸鐵道谷灣線 | 陸中山田、釜石方向           |
| 1    | ■山田線         | 茂市、盛岡方向 (一部分列車)  |
| 1    | ■三陸鐵道谷灣線 | 田老、久慈方向 (一部分列車)  |
| 2    | ■三陸鐵道谷灣線 | 田老、久慈方向               |
| 3    | ■山田線         | 茂市、盛岡方向（1日只限1班） |

## 相鄰車站
東日本旅客鐵道
■山田線
快速「谷灣」
茂市－宮古

普通
千德－宮古
三陸鐵道
■谷灣線
磯雞－宮古－山口團地

### 曾經存在的路線
日本國有鐵道
山田線貨物支線（宮古臨港線）
宮古－（貨）宮古港

## 外部連結
- （日語）宮古車站（JR東日本）（页面存档备份，存于）
- （日語）宮古車站（東北車站百選）[永久]